# Felipe Drugovich
Felipe Drugovich Roncato (Maringá, Paraná, 2000. május 23.–) brazil autóversenyző, a 2022-es FIA Formula–2 szezon bajnoka. 2023-tól a Formula–1-es Aston Martin csapat teszt- és tartalékpilótája.

## Pályafutása

### A kezdetek
Pályafutása elején hazájában és Európában vett részt gokart versenyeken. 2016-bn indult először együléses autóversenyen, ekkor a Neuhauser Racing színeiben az ADAC Formula–4-es bajnokságban indult. 2017-ben hét győzelmet szerzett a sorozatban és összetettben a harmadik helyen zárt, immáron a Van Amersfoort Racing versenyzőjeként, miközben részt vett az olasz Formula–4-es bajnokságban is.
A 2017-es szezon utolsó három fordulójában rajthoz állt a Formula–3 Európa-bajnokságon is. A következő évben már az egész szezonra szóló szerződést kapott, és az RP Motorsport versenyautójával 16 futamgyőzelmet, valamint 405 pontot szerezve nyerte meg a bajnokságot.

### Formula–3
2018 novemberében az ART Grand Prix meghívására részt vett a GP3 szezon végi tesztjén.
2019 februárjában hivatalossá vált, hogy a Carlin színeiben a FIA Formula–3 bajnokságban fog versenyezni. Az idény végén nyolc pontot gyűjtve a bajnoki táblázat 16. helyén zárt.

### Formula–2

#### 2020
2020 januárjában az FIA Formula–2 bajnokságban is szereplő holland MP Motorsport bejelentette, hogy leigazolták a 2020-as szezonra. Július 4-én megnyerte a szezonnyitó ausztriai hétvége sprintfutamát. Július 31-én az első brit forduló időmérő edzésén, újoncként megszerezte élete első pole-pozícióját a főfutamra, a versenyen azonban végül a 7. lett. Augusztus 16-án a spanyol nagydíj sprintversenyén a 2. helyről jobban rajtolt, mint Nyikita Mazepin és rögtön átvette a vezetést, amit 26 körön keresztül tartott és végül megszerezte a második futamgyőzelmét is a bajnokságban. 2020. szeptember 22-én bejelentették, hogy szezon közben új csapattársat kap a HWA-tól érkező Giuliano Alesi személyében, mivel Macusita Nobuharu közös megegyezéssel távozott az alakulattól. 2020 novemberében megnyerte a bahreini nagydíj fő versenyét. A szezonzáróra szintén Bahreinben került sor, ahol a fő versenyen a 3. pozícióban ért célba. Az összetett pontvadászatban a 9. lett 121 ponttal.

#### 2021
2020. december 7-én a brit UNI-Virtuosi Racing bejelentette szerződtetését a 2021-es idényre. Az idénynyitó bahreini hétvége második sprintfutamán sokáig dobogós helyen haladt, de később fokozatosan egészen a Top10-en kívülre esett vissza. Május 21-én Monacóban a fordított rajtrács után a 2. helyről kezdhetett, ami végig tartott. A főversenyen négy körrel a vége előtt fellépett a dobogó legalsó fokára. Azerbajdzsánban az első futamon eredetileg 9. lett, azonban egy 10 másodperces büntetés után kívül esett a pontszerző zónán. Szeptember 11-én az olaszországi Monzában kicsúszott a kavicságyba és nem tudta folytatni a küzdelmeket. A harmadik versenyen a bokszkiállásnál lefulladt az autója és csak a mezőny végén tudott visszatérni a pályára. Oroszországban, Szocsiban az első sprintfutamon a felvezető körben megcsúszott és frontálisan a falnak csapódott, kórházba kellett szállítani, így a hétvége hátralevő részét kihagyta. Az új dzsiddai utcai aszfaltcsík második F2-es futamán Jüri Vips találta el, ennek ellenére is folytatta a körözést. A főversenyen több piros zászlós periódus után nem indították el újra a mezőnyt, ami miatt az 5. pozíciójáért csak félpontokat kapott. Az évadzáró abu-dzabi helyszínen a nyitófutamon többször megpróbálta megelőzni Jehan Daruvalát sikertelenül és másodikként ért célba. Az év utolsó versenyén másfél körrel a vége előtt előzte meg Robert Svarcmant, megszerezve a 3. helyet. Győzelem nélkül, viszont 4 dobogóval zárt a rangsorban nyolcadikként 105 egységgel.
Két nappal a 2021-es kiírás vége után hivatalos lett, hogy visszatér az MP Motorsport gárdájához 2022-re. A szezon utáni három tesztnapból a másodikat megnyerte egy 1:35,614-es idővel.

#### 2022

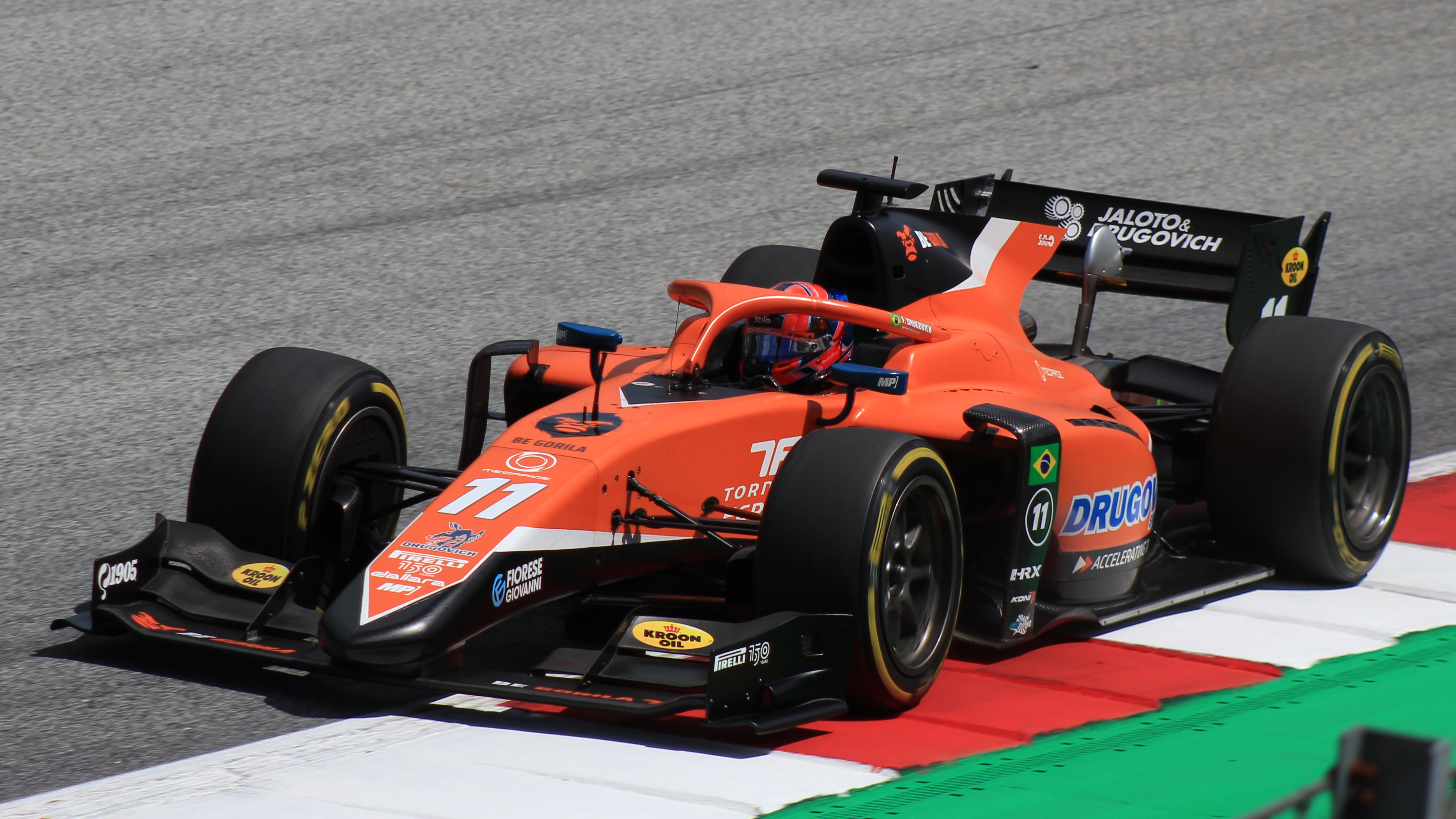
Drugovich a 2022-es osztrák nagydíjon.

A 2022-es évre visszatért a holland MP Motorsport alakulatához. A második fordulóban, Dzsiddában megszerezte a pole-pozíciót a vasárnapi fő futamra, ahol rajt-cél győzelmet aratott. A spanyol fordulóban mindkét versenyt megnyerte, amivel megszilárdította helyét a bajnoki tabella élén. A legendás monacói utcai pályán megszerezte idénybeli negyedik győzelmét, az első rajtkockából indulva, magabiztos vezetéssel. Ezenkívül még Zandvoortban aratott győzelmet. Monzában, az utolsó előtti fordulóban annak ellenére, hogy kiesett a sprinten, három versennyel a vége előtt bebiztosította bajnoki címét. Összesen 265 ponttal zárt a tabella első helyén.

### Formula–1
2022. szeptember 12-én, két nappal azután, hogy megnyerte a 2022-es FIA Formula–2 bajnokságot, Drugovich lett az újonnan alakult AMF1 versenyzői akadémia program első tagja, amelyet az Aston Martin hozott létre. Ezzel együtt az Aston Martin Formula–1-es csapatának első hivatalos tartalékpilótája lett.

### Sportautózás
Egy év kihagyás után, 2024-re visszatért az aktív versenyzéshez, és az  európai Le Mans-szériában állt rajthoz a Vector Sporttal, Ryan Cullen és Stéphane Richelmi. A mugellói 4 órás versenyre, a szezon utolsó előtti fordulójában a helyére Patrick Pilet érkezett. Emellett indult a 2024-es Le Mans-i 24 órás viadalon is az USA-ból érkező Whelen Cadillac Racinggel, ahol Jack Aitken és Pipo Derani lett a társa. A trió a 15. helyen végzett a Hypercar géposztályban. A 2025-ös Daytonai 24 órásra is visszatért a csapathoz.

## Eredményei

### Karrier összefoglaló
| Szezon  | Bajnokság                      | Csapat                | Verseny                  | Győzelem                 | Pole                     | Leggyorsabb kör          | Dobogós helyezés         | Pont                     | Helyezés                 |
| ------- | ------------------------------ | --------------------- | ------------------------ | ------------------------ | ------------------------ | ------------------------ | ------------------------ | ------------------------ | ------------------------ |
| 2016    | ADAC Formula–4                 | Neuhauser Racing      | 24                       | 0                        | 0                        | 0                        | 1                        | 79,5                     | 12.                      |
| 2016–17 | MRF Challenge Formula–2000     | MRF Racing            | 16                       | 1                        | 0                        | 0                        | 4                        | 167                      | 4.                       |
| 2017    | ADAC Formula–4                 | Van Amersfoort Racing | 21                       | 7                        | 3                        | 6                        | 9                        | 236,5                    | 3.                       |
| 2017    | Olasz Formula–4-es bajnokság   | Van Amersfoort Racing | 6                        | 1                        | 1                        | 1                        | 2                        | 0                        | HN‡                      |
| 2017    | Formula–3 Európa-bajnokság     | Van Amersfoort Racing | 3                        | 0                        | 0                        | 0                        | 0                        | 0                        | HN‡                      |
| 2017    | Euroformula Open               | RP Motorsport         | 2                        | 1                        | 1                        | 0                        | 1                        | 0                        | HN‡                      |
| 2017–18 | MRF Challenge Formula–2000     | MRF Racing            | 16                       | 10                       | 2                        | 5                        | 13                       | 337                      | 1.                       |
| 2018    | Euroformula Open               | RP Motorsport         | 16                       | 14                       | 10                       | 10                       | 16                       | 405                      | 1.                       |
| 2018    | Spanyol Formula–3-as bajnokság | RP Motorsport         | 6                        | 5                        | 3                        | 4                        | 6                        | 157                      | 1.                       |
| 2018    | Pro Mazda bajnokság            | RP Motorsport         | 2                        | 0                        | 0                        | 0                        | 0                        | 31                       | 20.                      |
| 2019    | Formula–3                      | Carlin Buzz Racing    | 16                       | 0                        | 0                        | 0                        | 0                        | 8                        | 16.                      |
| 2019    | Makaói nagydíj                 | Carlin Buzz Racing    | 1                        | 0                        | 0                        | 0                        | 0                        | —                        | 24.                      |
| 2020    | Formula–2                      | MP Motorsport         | 24                       | 3                        | 1                        | 1                        | 4                        | 121                      | 9.                       |
| 2021    | Formula–2                      | UNI-Virtuosi          | 21                       | 0                        | 0                        | 0                        | 4                        | 105                      | 8.                       |
| 2022    | Formula–2                      | MP Motorsport         | 28                       | 5                        | 4                        | 4                        | 11                       | 265                      | 1.                       |
| 2022-23 | Formula E                      | Maserati MSG Racing   | Tesztpilóta              | Tesztpilóta              | Tesztpilóta              | Tesztpilóta              | Tesztpilóta              | Tesztpilóta              | Tesztpilóta              |
| 2023    | Formula–1                      | Aston Martin          | Teszt- és tartalékpilóta | Teszt- és tartalékpilóta | Teszt- és tartalékpilóta | Teszt- és tartalékpilóta | Teszt- és tartalékpilóta | Teszt- és tartalékpilóta | Teszt- és tartalékpilóta |
| 2023    | Formula–1                      | McLaren               | Tartalékpilóta           | Tartalékpilóta           | Tartalékpilóta           | Tartalékpilóta           | Tartalékpilóta           | Tartalékpilóta           | Tartalékpilóta           |
| 2024    | Európai Le Mans-széria         | Vector Sport          | 5                        | 0                        | 0                        | 0                        | 1                        | 21                       | 15.                      |
| 2024    | Formula–1                      | Aston Martin          | Teszt- és tartalékpilóta | Teszt- és tartalékpilóta | Teszt- és tartalékpilóta | Teszt- és tartalékpilóta | Teszt- és tartalékpilóta | Teszt- és tartalékpilóta | Teszt- és tartalékpilóta |
| 2024-25 | Formula E                      | Mahindra Racing       | 2                        | 0                        | 0                        | 0                        | 0                        | 6                        | 21.                      |
| 2025    | Formula–1                      | Aston Martin          | Teszt- és tartalékpilóta | Teszt- és tartalékpilóta | Teszt- és tartalékpilóta | Teszt- és tartalékpilóta | Teszt- és tartalékpilóta | Teszt- és tartalékpilóta | Teszt- és tartalékpilóta |

‡ Mivel Drugovich vendégpilóta volt, ezért nem részesült bajnoki pontokban.

### Teljes FIA Formula–3-as eredménysorozata
(Táblázat értelmezése)

(Félkövér: pole-pozícióból indult; dőlt: leggyorsabb kört futott) 

| Év   | Csapat             | 1          | 2          | 3          | 4          | 5          | 6          | 7          | 8          | 9         | 10         | 11         | 12        | 13         | 14         | 15         | 16         | Helyezés | Pont |
| ---- | ------------------ | ---------- | ---------- | ---------- | ---------- | ---------- | ---------- | ---------- | ---------- | --------- | ---------- | ---------- | --------- | ---------- | ---------- | ---------- | ---------- | -------- | ---- |
| 2019 | Carlin Buzz Racing | ESP FEA 11 | ESP SPR 10 | FRA FEA 19 | FRA SPR 10 | AUT FEA 12 | AUT SPR 14 | GBR FEA 13 | GBR SPR 10 | HUN FEA 6 | HUN SPR Ki | BEL FEA 18 | BEL SPR 9 | ITA FEA 16 | ITA SPR 12 | RUS FEA 25 | RUS SPR 15 | 16.      | 8    |

† A versenyt nem fejezte be, de helyezését értékelték, mert a versenytáv több, mint 90%-át teljesítette.

### Teljes FIA Formula–2-es eredménysorozata
(Táblázat értelmezése)

(Félkövér: pole-pozícióból indult; dőlt: leggyorsabb kört futott) 

| Év   | Csapat        | 1          | 2          | 3           | 4           | 5          | 6          | 7          | 8          | 9           | 10          | 11        | 12        | 13          | 14         | 15         | 16         | 17        | 18         | 19         | 20         | 21         | 22         | 23         | 24         | 25         | 26        | 27        | 28        | Helyezés | Pont |
| ---- | ------------- | ---------- | ---------- | ----------- | ----------- | ---------- | ---------- | ---------- | ---------- | ----------- | ----------- | --------- | --------- | ----------- | ---------- | ---------- | ---------- | --------- | ---------- | ---------- | ---------- | ---------- | ---------- | ---------- | ---------- | ---------- | --------- | --------- | --------- | -------- | ---- |
| 2020 | MP Motorsport | AUT1 FEA 8 | AUT1 SPR 1 | AUT2 FEA 13 | AUT2 SPR 13 | HUN FEA 5  | HUN SPR 16 | GBR1 FEA 7 | GBR1 SPR 6 | GBR2 FEA 10 | GBR2 SPR 12 | ESP FEA 7 | ESP SPR 1 | BEL FEA Kiz | BEL SPR 13 | ITA FEA 16 | ITA SPR Ki | MUG FEA 4 | MUG SPR 15 | RUS FEA Ki | RUS SPR 20 | BHR1 FEA 1 | BHR1 SPR 8 | BHR2 FEA 3 | BHR2 SPR 8 |            |           |           |           | 9.       | 121  |
| 2021 | UNI-Virtuosi  | BHR SP1 16 | BHR SP2 14 | BHR FEA 9   | MON SP1 2   | MON SP2 14 | MON FEA 3  | AZE SP1 14 | AZE SP2 10 | AZE FEA 4   | GBR SP1 4   | GBR SP2 7 | GBR FEA 6 | ITA SP1 Ki  | ITA SP2 17 | ITA FEA 12 | RUS SP1 Ni | RUS SP2 T | RUS FEA Ni | KSA SP1 4  | KSA SP2 10 | KSA FEA 5‡ | UAE SP1 2  | UAE SP2 5  | UAE FEA 3  |            |           |           |           | 8.       | 105  |
| 2022 | MP Motorsport | BHR SPR 5  | BHR FEA 6  | KSA SPR 3   | KSA FEA 1   | IMO SPR 5  | IMO FEA 10 | ESP SPR 1  | ESP FEA 1  | MON SPR Ki  | MON FEA 1   | AZE SPR 5 | AZE FEA 3 | GBR SPR 5   | GBR FEA 4  | AUT SPR 4  | AUT FEA 11 | FRA SPR 3 | FRA SPR 4  | HUN SPR 4  | HUN FEA 9  | BEL SPR 4  | BEL FEA 2  | NED SPR 10 | NED FEA 1  | ITA SPR Ki | ITA FEA 6 | UAE SPR 3 | UAE FEA 2 | 1.       | 265  |

† A versenyt nem fejezte be, de helyezését értékelték, mert a versenytáv több, mint 90%-át teljesítette.
‡ A versenyt félbeszakították, és mivel nem teljesítették a táv 75%-át, így csak a pontok felét kapta meg.

### Teljes Formula–1-es eredménysorozata
(Táblázat értelmezése)

(Félkövér: pole-pozícióból indult; dőlt: leggyorsabb kört futott) 

| Év   | Csapat       | 1   | 2   | 3   | 4   | 5   | 6   | 7   | 8   | 9   | 10  | 11  | 12  | 13  | 14     | 15  | 16  | 17  | 18  | 19  | 20     | 21  | 22     | 23  | 24     | Helyezés | Pont |
| ---- | ------------ | --- | --- | --- | --- | --- | --- | --- | --- | --- | --- | --- | --- | --- | ------ | --- | --- | --- | --- | --- | ------ | --- | ------ | --- | ------ | -------- | ---- |
| 2022 | Aston Martin | BHR | SAU | AUS | EMI | MIA | ESP | MON | AZE | CAN | GBR | AUT | FRA | HUN | BEL    | NED | ITA | SIN | JPN | USA | MEX    | BRA | UAE Tp |     |        | —        | —    |
| 2023 | Aston Marin  | BHR | SAU | AUS | AZE | MIA | MON | ESP | CAN | AUT | GBR | HUN | BEL | NED | ITA Tp | SIN | JPN | QAT | USA | MEX | BRA    | LVS | UAE Tp |     |        | —        | —    |
| 2024 | Aston Marin  | BHR | SAU | AUS | JPN | CHN | MIA | EMI | MON | CAN | ESP | AUT | GBR | HUN | BEL    | NED | ITA | AZE | SIN | USA | MEX Tp | BRA | LVS    | QAT | UAE Tp | —        | —    |

### Teljes Európai Le Mans-széria eredménysorozata
(Táblázat értelmezése)

(Félkövér: pole-pozícióból indult; dőlt: leggyorsabb kört futott) 

| Év   | Csapat       | Osztály | Autó     | 1      | 2      | 3     | 4     | 5   | 6      | Helyezés | Pont |
| ---- | ------------ | ------- | -------- | ------ | ------ | ----- | ----- | --- | ------ | -------- | ---- |
| 2024 | Vector Sport | LMP2    | Oreca 07 | CAT 10 | LEC 10 | IMO 3 | SPA 8 | MUG | ALG Ki | 15.      | 21   |

### Le Mans-i 24 órás autóverseny
| Év   | Csapat                 | Csapattárs              | Autó                | Kategória | Kör | Összetett Helyezés | Kategória Helyezés |
| ---- | ---------------------- | ----------------------- | ------------------- | --------- | --- | ------------------ | ------------------ |
| 2024 | Whelen Cadillac Racing | Jack Aitken Pipo Dernai | Cadillac V-Series.R | Hypercar  | 280 | 29.                | 15.                |